# Dystheatias boreas
Dystheatias boreas är en insektsart som beskrevs av Ronald Gordon Fennah 1970. Dystheatias boreas ingår i släktet Dystheatias och familjen kilstritar. Inga underarter finns listade i Catalogue of Life.